# Jewgienij Krasnicki
Jewgienij Siergiejewicz Krasnicki (ros. Евге́ний Серге́евич Красницкий, ur. 31 stycznia 1951 w Leningradzie (obecnie Petersburg), zm. 25 lutego 2013) – radziecki i rosyjski polityk.

## Życiorys
1968 ukończył szkołę młodzieży robotniczej, od 1972 pracował w Leningradzkim Morskim Porcie Handlowym, od 1985 był elektromonterem w tym porcie. Od 1975 członek KPZR, 1990-1991 członek KC KPZR, 1990 wybrany deputowanym Rady Leningradu (Lensowieta), sekretarz stałej komisji ds. łączności i informatyki Leningradzkiej/Petersburskiej Rady Miejskiej. W 1991 stał na czele utworzonego przez komunistów komitetu przeciwko przemianowaniu Leningradu z powrotem na Petersburg. Członek frakcji komunistycznej w radzie Leningradu, następnie Petersburga. Po rozpadzie ZSRR był jednym z założycieli nowej, skrajnie lewicowej partii o nazwie "Partia Orientacji Socjalistycznej" i został członkiem jej władz. Od 1993 członek KPFR, członek Prezydium Leningradzkiego Komitetu Obwodowego KPFR. 1993-1995 był deputowanym do Dumy Państwowej.